# ノー・クォーター
「ノー・クォーター」 (No Quarter) は、イギリスのロックバンド、レッド・ツェッペリンの楽曲。1973年、彼らの第5作アルバム『聖なる館』のB面3曲目に収められて発表された。作詞作曲はジョン・ポール・ジョーンズ、ジミー・ペイジおよびロバート・プラント。レコードでの演奏時間は約7分。

## 概要
ジョーンズが『レッド・ツェッペリン IV』のセッションに持ち込んだ曲。その時は完成せず、『聖なる館』のセッションで再度試され、完成した。ジョーンズのピアノを中心とするミドルテンポのインストゥルメンタルに、プラントの、北欧神話をヒントとした歌詞が乗る、レッド・ツェッペリンで最も神秘的な雰囲気の曲である。また間奏では、レッド・ツェッペリンとしては珍しいジャズ風のギターソロが展開されている。
特徴的なギターのサウンドは、テープのスピード操作（ベーシックトラックを正規のピッチで録音し、それを早回ししながらギターをオーバーダビングする。再度正規ピッチでミックスすると、ギターはピッチダウンされた独特の野太い響きになる）によって得られたものである。

## ステージ・パフォーマンス
1973年のアメリカツアーで登場し、以後1979年まで常にセットリストにあった。ステージではジョーンズの見せ場となり、エレクトリックピアノまたはグランドピアノを用いた長いソロが展開された。ソロの途中には「くるみ割り人形」、「アメイジング・グレイス」、時には「さくらさくら」なども織込まれた。2007年、ロンドンO2アリーナでの再結成ライブでも披露された。